# Flawia Domitylla
Domitylla (Domicela), właśc. Flavia Domitilla (ur. w I w. w Rzymie, zm. w II w. w Terracina) – córka św. Plantylli i krewna Flawiusza Klemensa, męczennica chrześcijańska, święta Kościoła katolickiego.
Domitylla jest postacią pojawiającą się w legendarnej opowieści o świętym Nereuszu i Achillesie.
W czasie prześladowań chrześcijan za Domicjana miała zostać zesłana na wyspę Ponza i ponieść śmierć męczeńską za wyznawaną wiarę lub zginąć w pożarze domu w którym mieszkała.
Jej imieniem nazwane zostały katakumby (katakumby Domitylli), od 2009 zarządzane przez werbistów przy Via Ardeatina. Zapiski o świętej Domitylli znajdujemy u Euzebiusza z Cezarei.
Jej wspomnienie liturgiczne obchodzone jest 12 maja za Martyrologium Rzymskim.

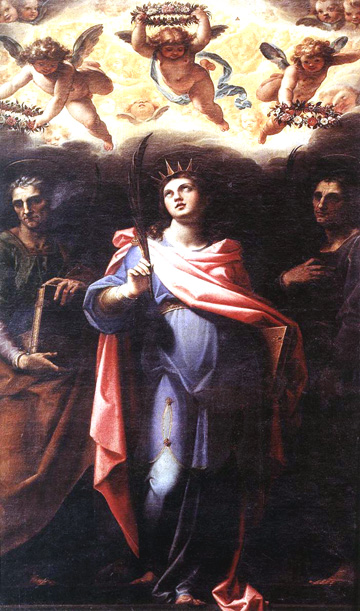
św. Domitylla oraz święci Nereusz i Achilles (mal. Niccolò Circignani)
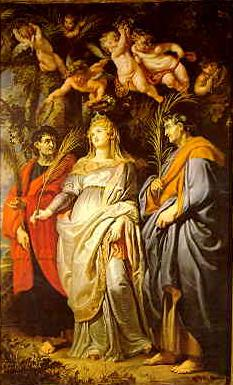
(mal. Peter Paul Rubens)